# Joachim Friedrich Christian Dieterichs
Joachim Friedrich Christian Dieterichs (* 1. März 1792 in Stendal; † 28. Februar 1858 in Berlin) war Tierarzt.
Joachim Friedrich Christian Dieterichs trat 1813 als Militäreleve in die Tierarzneischule in Berlin, wurde 1817 Obertierarzt, wirkte bis 1823 als Lehrer an der Tierarzneischule in Berlin, wurde 1830 Lehrer und 1841 Professor an der allgemeinen Kriegsschule.

## Werke
- Ueber Gestüts- und Züchtungskunde. Amelang, Berlin 1827. (Digitalisat in der Digitalen Bibliothek Mecklenburg-Vorpommern).
- Handbuch der allgemeinen und besondern, sowohl theoretischen, als praktischen Arzeneimittellehre für Thierärzte und Landwirthe: oder: Allgemein verständlicher Unterricht über die in der Thierheilkunde zu benutzenden Arzeneimittel, ihre Kennzeichen, Bestandtheile, Wirkungen und Bereitungsart; mit Bestimmung der Gabe und Form, in welcher die Heilmittel, gegen die verschiedenen Krankheiten, anzuwenden sind. 3. Aufl. Amelang, Berlin 1839. (Digitalisierte Ausgabe der Universitäts- und Landesbibliothek Düsseldorf).
- Handbuch der Veterinärchirurgie (Berlin 1822, 7. Aufl. 1856).
- Handbuch der speziellen Pathologie und Therapie für Tierärzte und Landwirte (Berlin 1828, 3. Aufl. 1851).
- Handbuch der praktischen Pferdekenntnis (Berlin 1834, 3. Aufl. 1845).